# Empoasca lillae
Empoasca lillae är en insektsart som beskrevs av Irena Dworakowska 1980. Empoasca lillae ingår i släktet Empoasca och familjen dvärgstritar. Inga underarter finns listade i Catalogue of Life.